# Unió Esportiva Lleida
Maillots
 (juin 2024).
Si vous disposez d'ouvrages ou d'articles de référence ou si vous connaissez des sites web de qualité traitant du thème abordé ici, merci de compléter l'article en donnant les références utiles à sa vérifiabilité et en les liant à la section « Notes et références ».
L'Unió Esportiva Lleida était un club de football espagnol basé à Lérida, Catalogne.

## Historique
Le club est fondé en 1939.
Il évolue en première division pendant deux saisons : lors de la saison 1950-1951 puis lors de la saison 1993-1994. En 1950-1951, le club se classe 16e et dernier du championnat, avec 6 victoires, un match nul et 23 défaites. En 1993-1994, le club se classe 19e et avant-dernier du championnat, avec 7 victoires, 13 matchs nuls et 28 défaites.
Il évolue également pendant 24 saisons en deuxième division : lors de la saison 1949-1950, puis de 1952 à 1957, puis de 1965 à 1968, ensuite de 1987 à 1989, à nouveau de 1990 à 1993, puis de 1994 à 2001, et enfin de 2004 à 2006.
Le club atteint les huitièmes de finale de la Copa del Rey à plusieurs reprises : en 1986, 1993, 1995, 1997, 2000 et enfin 2005.
En 2011, l'équipe joue en Segunda división B. Le 10 mai 2011, le club dépose le bilan. Le 12 juillet 2011, un nouveau club, le Lleida Esportiu, est créé.

## Dates clés
- 1939 : fondation du club sous le nom de Lérida Balompié-AEM
- 1947 : le club est renommé UD Lérida
- 1950 : première montée en Primera División
- 1978 : le club est renommé UE Lleida
- 1993 : deuxième montée en Primera División
- 2011 : dépôt de bilan le 10 mai

## Stade
L'équipe évoluait au Camp d'Esports, construit en 1919, qui possède une capacité de 13 500 places. Dimensions du terrain : 102 x 68 mètres.

## Palmarès
- Segunda División (1) : 1993
- Segunda División B (2) : 1990, 2004
- Tercera División (3) : 1949, 1964, 1965
- Regional Preferente (1) : 1971
- Trophée de Nostra Catalunya (7) : 1974, 1975, 1977, 1981, 1986, 1987, 1990
- Trophée de la ville de Lleida (10) : 1987, 1992, 1994, 1995, 1997, 2001, 2004, 2006, 2007, 2008

## Joueurs emblématiques
- Sergio Busquets
- Sebastián Herrera
- Antonio Franco (entr.)
- Ali Benhalima